# Ostankino International Television
«Ostankino International Television», поначалу «Ostankino Israel Television» (OITV) — международная версия «1-го канала Останкино», осуществляла вещание с 13 июня 1992 по 1 апреля 1995 года. Редакции и студии телеканала располагались в телецентре «Останкино» (АСК-1).

## История
В 1988 году была создана система «Москва-Глобальная», состоящая из двух телекоммуникационных спутников и малых земных спутниковых приёмных станций, расположенных в дипломатических представительствах СССР (мощность установленных на спутниках передатчиков пока ещё не позволяла осуществлять прямой приём на бытовые спутниковые антенны) и обеспечивающие приём на них передач первой общесоюзной программы с последующей их записью на видеокассеты, однако большая их часть продавалась частным образом.
12 марта 1992 года РГТРК «Останкино», ПО «Космическая связь» и Федеральный институт договоров США создали телерадиокомпанию «Москва-Глобальная», которая должная была обеспечить перепродажу передач РГТРК «Останкино» для кабельных сетей, университетов и русско-говорящей диаспоры, ТРК «Москва-Глобальная» в свою очередь осуществляло размещение международной рекламы в международной версии первой общероссийской программы.
По альтернативной версии была создана в 1992 году группой израильских бизнесменов русского происхождения. C осени 1993 года она стала транслировать на страны СНГ и Дальнего Зарубежья программы «1-го канала Останкино». Управление вещанием канала производилось из Тель-Авива. Программы OITV транслировались спутниковой системой «Москва-Глобальная», сигнал системы OITV получила от заместителя председателя РГТРК «Останкино» Александра Дмитриева. OITV продавала в основном израильским кабельным вещателям сигнал спутниковой системы «Москва-Глобальная». Местный вещатель вставлял в трансляцию свои рекламные блоки на русском или английском языке (иностранная реклама в те годы присутствовала и в эфире внутрироссийской версии 1-го канала Останкино), в левом верхнем углу отображалась надпись «OITV» (во время трансляции программ GMS она не отображалась). В 1995 году по пятницам после полуночи в эфире OITV транслировались образовательные программы Национальной телекомпании Украины. В остальном программа OITV не отличалась от программы «1-го канала Останкино». Оборот между РГТРК «Останкино» и Израилем составил 20 миллионов долларов, которые были выведены на счета.
OITV прекратило своё вещание уже после прекращения телевещательной деятельности РГТРК «Останкино» 1 апреля 1995 года и начала вещания ОРТ. Логотип «OITV» перестал отображаться в эфире между 24 и 26 апреля 1995 года, при этом международное вещание ОРТ продолжалось и после этого времени. OITV, вероятно, окончательно прекратило свою деятельность в ноябре 1995 года, когда было создано предприятие «ОРТВ-Регион», к которому перешло право ретрансляции сигнала ОРТ за рубеж.

## Страны вещания
Известно, что OITV вещало в Израиле, Аргентине, США (записи новостных программ «1-го канала Останкино» с OITV в 1994—1995 годах ретранслировались на местном кабельном канале C-SPAN), некоторое время в 1994 году в Приднестровье и на Украине. В некоторых регионах России в связи с перебоями передачи сигнала (по другой версии — из-за долгов РГТРК «Останкино» за ретрансляцию сигнала) оригинального «1-го канала Останкино» ретрансляторы с начала 1994 года также перенастраивались на вещание OITV.